# Hostouň u Prahy
Hostouň (deutsch: Hostaun) ist eine Gemeinde in Tschechien. Sie gehört zum Okres Kladno.

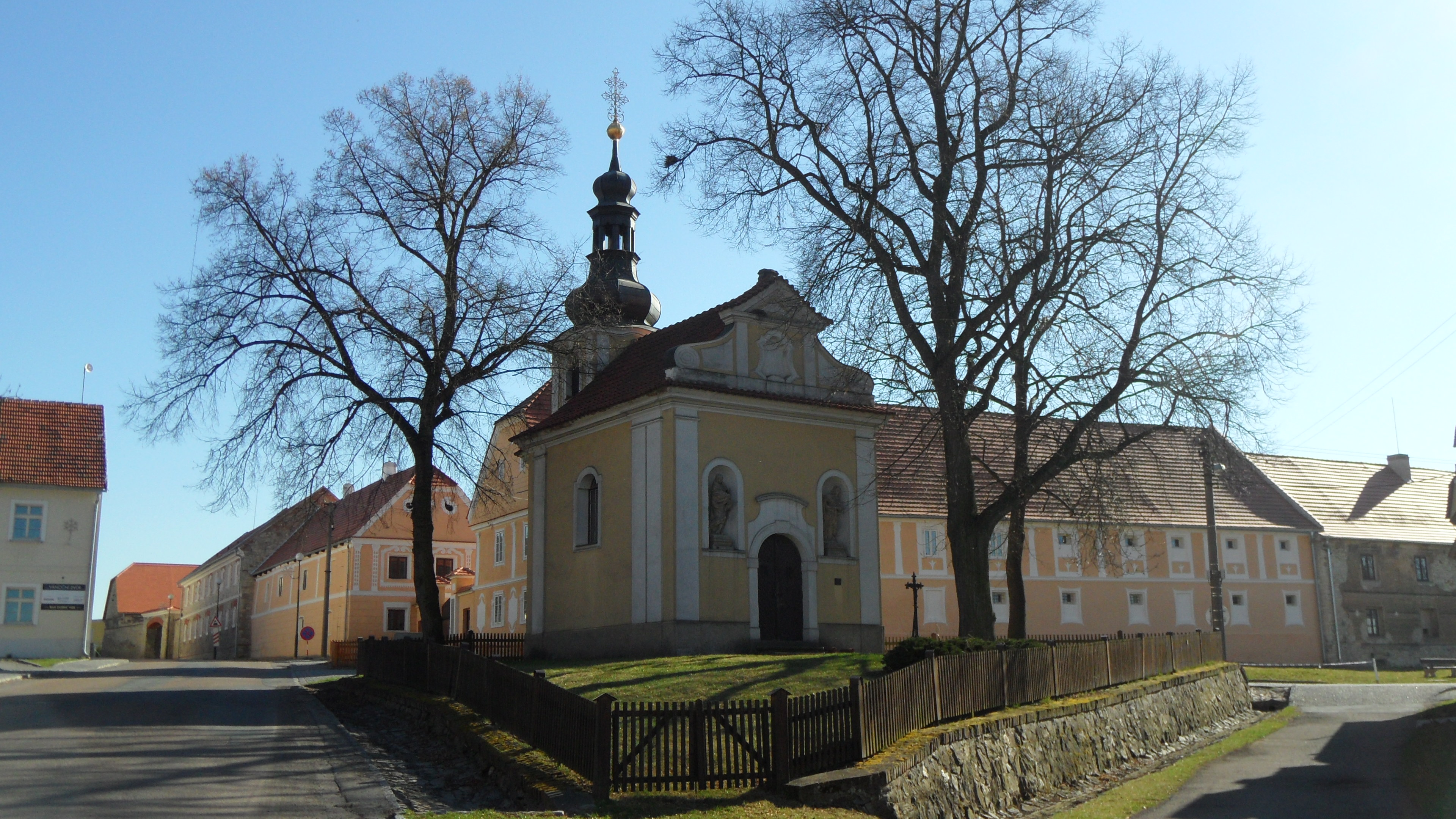
Bartholomäuskirche in Hostouň

## Geographische Lage
Hostouň liegt sieben Kilometer südöstlich von Kladno und 16 Kilometer westlich vom Prager Stadtzentrum. Hostouň befindet sich auf der Böhmischen Tafel. Von Südwesten nach Nordosten fließt der Sulovický potok durch Hostouň. Er mündet am nordöstlichen Ortsrand von Hostouň in den Dobrovzský potok, der die Ortschaft im Bogen an ihrem Ostrand umfließt. Der Dobrovzský potok mündet eineinhalb Kilometer nordwestlich von Hostouň bei Žákův Mlýn in den Zákolanský potok.

## Geschichte
Das Dorf Hostouň wurde 1294 erstmals schriftlich erwähnt.
Es war eines der Güter des Prager Burggrafen.
Šafránov ist einer der ältesten Höfe in Hostouň und bis heute erhalten.

## Einwohner
| Jahr          | 1869 | 1880 | 1890 | 1900 | 1910 | 1921 | 1930 | 1950 | 1961 | 1970 | 1980 | 1991 | 2001 | 2011 | 2019 |
| ------------- | ---- | ---- | ---- | ---- | ---- | ---- | ---- | ---- | ---- | ---- | ---- | ---- | ---- | ---- | ---- |
| Einwohnerzahl | 1215 | 1286 | 1437 | 1350 | 1317 | 1243 | 1352 | 1185 | 1177 | 1072 | 924  | 948  | 918  | 1049 | 1217 |
| Gebäudezahl   | 134  | 176  | 204  | 181  | 186  | 187  | 235  | 269  | 287  | 282  | 283  | 331  | 356  | 388  |      |

## Judentum in Hostouň
Seit dem 16. Jahrhundert siedelten sich Juden in Hostouň an.
Sie bildeten eine jüdische Gemeinde.
Der Gemeinde gehörte ein Friedhof, der ungefähr 1 Kilometer südwestlich von Hostouň auf einem bewaldeten Hang liegt.
1850 wurde der alte jüdische Friedhof durch einen neuen jüdischen Friedhof erweitert, der etwas näher an der Ortschaft liegt.

## Sehenswürdigkeiten
- Kirche St. Bartholomäus, ursprünglich gotisch aus dem 14. Jahrhundert, im frühen 18. Jahrhundert barockisiert. Der Turm wurde 1773 erbaut.